# Chronische hoofdpijn
Chronische hoofdpijn is zeer langdurige hoofdpijn, van meer dan 15 dagen per maand. Bij chronische hoofdpijn is onduidelijk of de hoofdpijn ooit stopt en als het stopt, wanneer. Bij sommige mensen is spanningshoofdpijn zo veelvuldig dat de hoofdpijn chronisch genoemd mag worden. Sommige medicijnen hebben eveneens hoofdpijn als bijwerking, en ook het dagelijks innemen van pijnstillers voor hoofdpijn kan leiden tot een toestand van chroninsche hoofdpijn, medicijnafhankelijke hoofdpijn genoemd.
Het probleem van chronische hoofdpijn is dat behandeling met verdovende (pijnstillende) medicijnen na verloop van tijd niet meer effectief is. Door enkel de symptomen aan te pakken, blijft de oorzaak bestaan en ontstaat er mogelijk medicijnafhankelijke hoofdpijn. Een echte oorzaak is vaak niet te vinden, waardoor patiënten lang met hoofdpijn moeten leven.